# Équipementier automobile
 (novembre 2012).
Si vous disposez d'ouvrages ou d'articles de référence ou si vous connaissez des sites web de qualité traitant du thème abordé ici, merci de compléter l'article en donnant les références utiles à sa vérifiabilité et en les liant à la section « Notes et références ».
 (mars 2021).
Un équipementier automobile est une entreprise industrielle spécialisée dans la fabrication de composants automobiles spécifiques. Certains équipementiers sont spécialisés dans les systèmes d'échappement, d'autres dans les systèmes d'éclairage, les freins, les sièges, les modules en plastique, les tableaux de bord, les pneumatiques... Leurs clients sont les constructeurs automobiles, tels que Citroën, Renault, Peugeot, Ford, Volkswagen, Toyota, Honda...
Les équipementiers automobiles européens sont représentés par le CLEPA auprès des institutions de l'Union européenne.

## Histoire
L’année 2003 avait été euphorique pour le secteur des équipementiers aux États-Unis comme en Europe, après les lourdes restructurations capitalistiques des années 2001 et 2002. L’année 2004 devrait être une délicate année de transition, car la reprise espérée de la production automobile, initialement attendue pour mi-2004, est reportée en 2005.
Les constructeurs automobiles imposent annuellement aux équipementiers une baisse de leurs tarifs de 2 à 3 %, ce qui les oblige à réaliser eux-mêmes des gains de productivités sur leurs propres achats, à réduire le nombre de leurs fournisseurs et à augmenter la part des approvisionnements en provenance des pays qui permettent les rapports qualité-prix les plus hauts ; d’autant plus que la situation économique de l’année 2004 pousse plutôt à une réduction des investissements industriels.
Dans ce secteur extrêmement compétitif, le nombre des sociétés a fortement diminué au niveau mondial, passant d’à peu près 2 500 équipementiers en 1994 à moins de 1 000 en 2004.

## Tableau comparatif des principales sociétés
Les montants sont donnés en millions d'euros.
| Société            | Pays       | Capitalisation au 24/4/2004 | CA 2003 | CA 2004 prévisionnel | PER 2004 |
| ------------------ | ---------- | --------------------------- | ------- | -------------------- | -------- |
| Delphi Corporation | États-Unis | 4 990                       | 22 351  | 24 552               | 12,5     |
| Johnson Controls   | États-Unis | 9 342                       | 18 015  | 22 001               | 14,3     |
| Visteon            | États-Unis | 1 262                       | 14 049  | 15 433               | 22,5     |
| Lear Corporation   | États-Unis | 3 688                       | 12 527  | 14 014               | 10,5     |
| Faurecia           | France     | 1 414                       | 10 123  | 10 180               | 9,7      |
| Valeo              | France     | 2 834                       | 9 215   | 9 502                | 10,9     |
| GKN                | GB.        | 2 638                       | 6 505   | 6 823                | 11,1     |
| Autoliv            | Suède      | 3 391                       | 4 479   | 4 937                | 13,7     |
| Plastic Omnium     | France     | 360                         | 1 723   | 1 851                | 7,7      |